# 장당경
장당경(藏唐京)은 고조선의 도읍지로 전해지는 지명이다. 당장경(唐臧京)이라고도 불렀다. 현재 위치는 알려져 있지 않다.

## 개요
《삼국유사》는 《고기》를 인용하여, 단군이 조선을 세우고 평양성에 도읍을 하였다가 백악산 아사달로 옮겨 1천 5백년을 다스렸으며, 주나라 초기에 기자(箕子)를 피해 장당경으로 옮겼다고 했다. 허목의 《미수기언》(眉叟記言)에는 장당경을 당장경(唐臧京)이라고 표시하였으며, "유주(幽州)에 당장경(唐臧京)이 있었으니 《고려사》(高麗史)에서는 그곳을 단군조선의 도읍지라고 하였다."라고 되어 있다.

## 명칭
《신증동국여지승람》과 허목의 《미수기언》 및 권상로가 편찬한 《한국지명연혁고》 등에는 모두 당장경으로 기록되어 있으나, 《삼국유사》에는 장당경(藏唐京)으로 기록되어 있다.

## 위치
장당경의 현재 위치는 알려져 있지 않다. 조선시대 후기의 유학자 허목은 유주(허베이성 북부 및 랴오닝성 일대)에 있다고 기록하고 있으며 윤내현 교수는 중국의 다링허 인근이라 주장하였다.

## 같이 보기
- 당장경 천도